# Zophomyia nitens
Zophomyia nitens är en tvåvingeart som beskrevs av Louis-Paul Mesnil 1963. Zophomyia nitens ingår i släktet Zophomyia och familjen parasitflugor. Inga underarter finns listade i Catalogue of Life.